# Maurolicus stehmanni
Maurolicus stehmanni és una espècie de peix pertanyent a la família dels esternoptíquids.

## Descripció
- Fa 5,2 cm de llargària màxima.
- Nombre de vèrtebres: 33-34.[5][6]

## Depredadors
Al Brasil és depredat per Beryx splendens, Lophius gastrophysus, Caelorinchus marinii, Polymixia lowei, Helicolenus lahillei, Trichiurus lepturus i Zenopsis conchifera.

## Hàbitat
És un peix marí i batipelàgic que viu entre 0-200 m de fondària.

## Distribució geogràfica
Es troba a l'Atlàntic sud-occidental: l'Argentina i el Brasil.

## Observacions
És inofensiu per als humans.